# Skaw
Skaw – wieś w Szkocji, na Szetlandach, na wyspie Unst. Jest najbardziej na północ położoną miejscowością Wielkiej Brytanii. Znajduje się nad wodami zatoki Wick of Skaw.
Pochodzący ze Skaw Walter Sutherland, zmarły około 1850 roku, jest często podawany jako ostatni użytkownik wymarłego języka norn, pozostałości po obecności nordyckiej na Szetlandach.
Podczas II wojny światowej w Skaw wybudowano jedną ze stacji radarowych przeciwlotniczego systemu wczesnego wykrywania Chain Home. Powstała ona w ramach jednej z pierwszych serii stacji i została uruchomiona w 1941 roku. Składało się na nią około 50 budynków i innych struktur budowlanych.